# Glosator (prawnik średniowieczny)

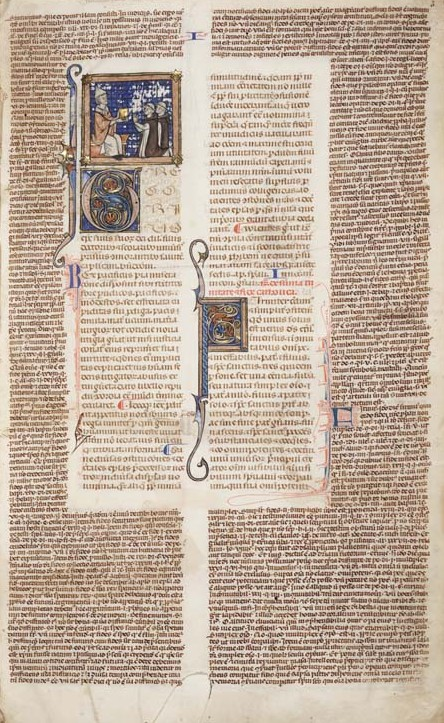
Dekret glosatora

Glosator (gr. γλώσσα - glóssa z łacińską końcówką) – prawnik średniowieczny. Nazwą tą określano prawników w XI, XII i I połowy XIII wieku z Italii (początkowo z Pawii i Rawenny, lecz przede wszystkim Bolonii), a także z Francji (szkoła w Orleanie) i Świętego Cesarstwa Rzymskiego, którzy odrodzili zainteresowanie prawem rzymskim. Glosatorzy badali prawo rzymskie na podstawie źródeł prawa kanonicznego – kodeksu Justyniana. Z biegiem czasu działalność szkoły zdobyła międzynarodową renomę, przyciągając do Bolonii rzesze studentów z całej Europy.

## Znani glosatorzy
Za założyciela ruchu glosatorów uznaje się Irneriusa, prawnika bolońskiego żyjącego na przełomie XI i XII wieku. Dzieło kontynuowali jego uczniowie: Bulgarus, Martinus, Jacobus de Boragine i Hugo – tzw. quattuor doctores. Znani byli także ich następcy: Azon, Placentinus i Roffredus.
Najsłynniejszym glosatorem, i jednym z ostatnich, był Accursius – jego dzieło Glossa ordinaria było zbiorem około 100 tysięcy glos własnych i jego poprzedników. Dzieło to zyskało rozgłos w sądownictwie i miało bardzo duży wpływ na sądownictwo. Wydanie Glossa ordinaria jednocześnie zamknęło rozwój szkoły.

## Praca glosatorów
Glosatorzy przeprowadzali bardzo skrupulatne i wnikliwe analizy tekstów prawnych, które prowadziły do opracowania zbiorów wyjaśnień. Początkowo swoje wyjaśnienia i uwagi zapisywali na marginesach analizowanych tekstów (tzw. glosa marginalis) lub między wierszami tekstu (glosa interlinearis). Później glosy były gromadzone w obszerne zbiory, kopiowane w osobnych księgach, a wkrótce pisane także na marginesach tekstów prawnych.
Działalność glosatorów sprowadzała się do egzegezy tekstów justyniańskich, przy zastosowaniu metody scholastycznej – objaśniania poszczególnych słów, zdań, i ustępów drogą operacji logiczno-językowej. W późniejszym okresie ich interpretacje skłaniały się ku praktycznemu odzwierciedleniu potrzeb czasu i próbowali formułować ogólniejsze twierdzenia i zasady prawne.
Innymi ich pracami były summae (streszczenia), distinctiones (rozróżnienia pojęciowe), dissentiones dominorum (zbiory kontrowersji poszczególnych glosatorów), casus (zbiory fikcyjnych przypadków dla wyjaśnienia rozstrzygnięć zawartych w źródłach) oraz monografie i całościowe opracowania procesu. 
Dzieło ich kontynuowane było przez komentatorów piszących komentarze bardziej obszerne od glos.

## Glosatorzy a niemiecka Rzesza
Glosatorzy uważali prawo rzymskie za prawo żywe, wskrzeszone przez odrodzenie się cesarstwa rzymskiego w niemieckiej Rzeszy, a cesarzy niemieckich za bezpośrednich kontynuatorów cesarzy rzymskich. Posługiwanie się prawem rzymskim uznawali za dowód przynależności do Rzeszy.
Związek glosatorów ze Świętym Cesarstwem Rzymskim potwierdziło włączenie przez nich ustawodawstwa cesarskiego do Corpus Iuris Civilis. Kodyfikacji justyniańskiej nadali nowy kształt – zbiór składający się z 4 części: Kodeksu, Digestów, Instytucji i Nowel. Do nowel dawnych podzielonych na 9 grup, dodano 2 nowe grupy, w których zawarto spis longobardzkiego prawa lennego oraz ustawy cesarzy Fryderyka I i Fryderyka II.